# يوسف نياكاتي
يوسف نياكاتي (بالفرنسية: Youssouf Niakaté)‏ (16 ديسمبر 1992 بفرنسا - ) هو لاعب كرة قدم فرنسي-مالي في مركز الهجوم يلعب في نادي بني ياس.

## وصلات خارجية
- يوسف نياكاتي على موقع قاعدة بيانات كرة القدم.إي يو (الإنجليزية)
- يوسف نياكاتي على موقع Soccerway.com (الإنجليزية)